# Péter Lengyel
 (juillet 2017).
Si vous disposez d'ouvrages ou d'articles de référence ou si vous connaissez des sites web de qualité traitant du thème abordé ici, merci de compléter l'article en donnant les références utiles à sa vérifiabilité et en les liant à la section « Notes et références ».
Pour les articles homonymes, voir Lengyel (homonymie).
Dans le nom hongrois Lengyel Péter, le nom de famille précède le prénom, mais cet article utilise l’ordre habituel en français Péter Lengyel, où le prénom précède le nom.
Péter Lengyel est un romancier et traducteur hongrois né le 4 septembre 1939 à Budapest. 

## Distinctions
Il a obtenu le prix Kossuth en 2010.